# Uherský karpatský spolek
Uherský karpatský spolek (maďarsky Magyarországi Karpátegyesűlet, slovensky Uhorský karpatský spolok, po zániku Uherska přejmenován na Karpatský spolek – německy Karpathenverein, polsky Towarzystwo Karpackie) byl první turistickou organizací v Uhersku. Byl založen 10. srpna 1873, dva roky po vybudování Košicko-bohumínské dráhy, která umožnila rychlý nárůst turistiky v oblasti. Jeho činnost se zaměřovala především na Tatry. Zakladatelé Uherského karpatského spolku navázali na tehdejší trend v západní Evropě a zformovali základy klubové činnosti a filozofii skloubení sportovní aktivity v horách, poznávání přírody a historie s dobrovolnickou činností při výchově mladých turistů a alpinistů, budování turistických stezek a horských chat. Byla to apolitická organizace milovníků hor hlavně německy a maďarsky mluvící podtatranské menšiny. Členy byli ale i vynikající horolezci té doby z Budapešti. Spolek nepřežil konec druhé světové války a nástup komunismu. Jako Magyarországi Kárpát Egyesület (MKE) byl obnoven roku 1992.

## Představitelé Uherského karpatského spolku
- Anton Döller (1831–1912), národohospodář a publicista
- Hugo Payer (1823–1898), bibliograf Karpat, učitel
- František Dénes (1845–1934), profesor přírodopisu
- hrabě Albín Csáky (1841–1912), spišský župan, ministr kultury a školství
- Samuel Weber, historik (1835–1908)
- Viliam Migazzy, župní hodnostář (1830–1896)
- Salamon Géza, poslanec zemského sněmu (1872–1920)
- hrabě Alexander Teleki
- Martin Róth (1841–1917)
- Egid Berzevici (1835–1906)